# Terrazoanthus
Terrazoanthus is een geslacht van neteldieren uit de klasse van de Anthozoa (bloemdieren).

## Soorten
- Terrazoanthus onoi Reimer & Fujii, 2010
- Terrazoanthus sinnigeri Reimer & Fujii, 2010